# Сандрін Кіберлен
Сандрі́н Кіберле́н (фр. Sandrine Kiberlain; нар. 25 лютого 1968, Булонь-Біянкур, О-де-Сен, Франція) — французька акторка та співачка. Двічі лауреатка (у 1996 та 2015 роках) та неодноразова номінантка кінопремії «Сезар» та ще низки фестивальних та інших кінонагород.

## Біографія та кар'єра
Народилася 25 лютого 1968 року в Булонь-Біянкурі (департамент О-де-Сен, Франція).
Предками були польські євреї, що емігрували до Франції у 1933 році. Батько акторки — бухгалтер та театральний автор Давид Декка. Після закінченні ліцею у Парижі навчалася в акторській школі Cours Florent (1987—1989) та у Вищій національній консерваторії драматичного мистецтва (1989—1992), де її наставником був Даніель Месгіш.
Дебютувала у кіно ще під час навчання, у 1986 році, знявшись у стрічці «Приватні уроки» (реж. П'єр Граньє-Дефер), і в тому ж році знялася у невеликій ролі у фільмі «Вкрали Чарлі Спенсера!» Франсіса Юстера. 1990 року зіграла роль сестри Колетти у легендарному фільмі Жана-Поля Раппно «Сірано де Бержерак».
Після кількох епізодичних ролей, у 1995 році була номінована на премію «Сезар» за роль «дівчини за викликом» Марі-Клод у політичному трилері Еріка Рошана «Патріоти» (1994), а у 1996-м акторка отримала «Сезара» як «найперспективніша акторка» за участь у фільмі «Мати (чи не мати)» — першій повнометражній роботі Летиції Массон. Після цього Кіберлен три роки поспіль номінувалася на звання найкращої акторки, отримавши його лише у 2014 році за головну роль судді у фільмі Альбера Дюпонтеля «9 місяців суворого режиму».
Окрім роботи в кіно, Боннер продовжує виступи на театральній сцені. 1997 року акторці було вручено престижну французьку театральну Премію Мольєра за головну роль у постановці п'єси «Роман Лулу» («Le roman de Lulu»), написаної її батьком Давидом Декка.
Двічі (у 1998 та у 2009 роках) була членом журі кінофестивалю американського кіно у Довілі, а у 2001 році увійшла до складу журі 54-го Каннського кінофестивалю.
У 2005 році дебютувала як співачка.
Після певного періоду відсутності вона повернулася у 2007 році з двома фільмами (Très bien, merci та La Vie d'artiste) та новим альбомом Coupés bien net et bien carré, що вийшов 1 жовтня 2007 року, до якого увійшов сингл La Chanteuse. 

## Особисте життя
У 1993 році познайомилася на зніманні з відомим актором Венсаном Ліндоном, та 1998 році одружилася з ним (до 2008). 2000 року народила доньку Сюзану.
Бере участь у діяльності добродійного фонду «Ланцюг надії» (фр. La Chaîne de l'espoir), який створено, щоб забезпечити дітям з країн, що розвиваються, доступ до освіти і медичної допомоги.
20 березня 2023 року вона була в афіші щорічного концерту 2 Générations chantent pour la 3ème в Олімпії в Парижі, організованого фондом "Alzheimer's Research" на користь досліджень хвороби Альцгеймера.

## Фільмографія (вибіркова)
| Рік  | Українська назва                            | Оригінальна назва                          | Роль                                   |
| ---- | ------------------------------------------- | ------------------------------------------ | -------------------------------------- |
| 1986 | Приватні уроки                              | Cours privé                                |                                        |
| 1986 | Викрадено Чарлі Спенсера!                   | On a volé Charlie Spencer!                 | працівниця банку                       |
| 1990 | Сірано де Бержерак                          | Cyrano de Bergerac                         | сестра Колетта                         |
| 1991 | Мілена                                      | Milena                                     |                                        |
| 1992 | Слабка стать                                | Sexes faibles!                             | офіціантка                             |
| 1992 | Невідомий у будинку                         | L'inconnu dans la maison                   | Марі                                   |
| 1993 | Інстинкт ангела                             | L'instinct de l'ange                       | Полін                                  |
| 1993 | Як діють люди                               | Comment font les gens                      | Ірен                                   |
| 1993 | У нормальних людях немає нічого виняткового | Les gens normaux n'ont rien d'exceptionnel | Флоренс                                |
| 1994 | Патріоти                                    | Les patriotes                              | Марі-Клод                              |
| 1995 | Том зовсім самотній                         | Tom est tout seul                          | Лоретта                                |
| 1995 | Мати (чи не мати)                           | En avoir (ou pas)                          | Аліса                                  |
| 1996 | Бомарше                                     | Beaumarchais l'insolent                    | Марія-Тереза                           |
| 1996 | Нікому невідомий герой                      | Un héros très discret                      | Іветта                                 |
| 1996 | Квартира                                    | L'appartement                              | Мюріель                                |
| 1997 | Кадриль                                     | Quadrille                                  | Клодін Одре                            |
| 1997 | Сьоме небо                                  | Le septième ciel                           | Матильда                               |
| 1998 | На продаж                                   | À vendre                                   | Франс Робер                            |
| 1999 | Нічого про Робера                           | Rien sur Robert                            | Жульєт Саваж                           |
| 2000 | Люби мене                                   | Love me                                    | Габріель Роуз                          |
| 2000 | Фальшива служниця                           | La Fausse suivante                         | лицар                                  |
| 2000 | Все гаразд, йдемо                           | Tout va bien, on s'en va                   | Беатріс                                |
| 2001 | Викрадення для Бетті Фішер                  | Betty Fisher et autres histoires           | Бетті Фішер                            |
| 2002 | Вам букет!                                  | C'est le bouquet!                          | Катрін                                 |
| 2003 | Ох уже ці доньки!                           | Filles uniques                             | Кароль                                 |
| 2003 | Тільки після Вас!                           | Après vous…                                | Бланш Грімальді                        |
| 2004 | Маленька гра без наслідків                  | Un petit jeu sans conséquence              | Клер                                   |
| 2007 | Дуже добре, спасибі                         | Très bien, merci                           | Беатріс                                |
| 2007 | Творче життя                                | La vie d'artiste                           | Аліса                                  |
| 2009 | Дівчина на межі нервового зриву             | Romaine par moins 30                       | Ромейн                                 |
| 2009 | Маленький Ніколя                            | Le petit Nicolas                           | господиня                              |
| 2009 | Мадемуазель Шамбон                          | Mademoiselle Chambon                       | Веронік Шамбон                         |
| 2010 | Жінки з 6-го поверху                        | Les femmes du 6e étage                     | Сюзання Жобер                          |
| 2010 | Балкон з виглядом на море                   | Un balcon sur la mer                       | Клотильда Палестро                     |
| 2011 | Паліція                                     | Polisse                                    | Mme de la Faublaise                    |
| 2011 | Славне містечко                             | Beur sur la ville                          | Діана                                  |
| 2011 | Птахи                                       | L'oiseau                                   | Анна                                   |
| 2011 | Право на «Ліво»                             | Les infidèles                              | Марі-Крістін (епізод Анонімні невірні) |
| 2012 | Детектив Полін                              | Pauline détective                          | Полін                                  |
| 2012 | Вулиця Мандар                               | Rue Mandar                                 | Емма                                   |
| 2013 | Холостяки у відриві                         | Les gamins                                 | Сюзанна                                |
| 2013 | Тіп Топ                                     | Tip Top                                    | Саллі Марінеллі                        |
| 2013 | Віолетт                                     | Violette                                   | Сімона де Бовуар                       |
| 2013 | Любити, пити і співати                      | Aimer, boire et chanter                    | Моніка                                 |
| 2013 | 9 місяців суворого режиму                   | 9 mois ferme                               | Аріана Фелдер                          |
| 2014 | Вона його обожнює                           | Elle l'adore                               | Мюріель Байєн                          |
| 2015 |                                             | Imagine                                    |                                        |
| 2015 | На плаву                                    | Comme un avion                             | Рашель                                 |
| 2015 | Флорида                                     | Floride                                    | Аліса                                  |
| 2016 | Бути 17-річним                              | Quand on a 17 ans                          |                                        |
| 2018 | Опіканець                                   | Pupille                                    | Карін                                  |
| 2018 | Чорна смуга                                 | Fleuve noir                                | Соланж Арно                            |

## Визнання

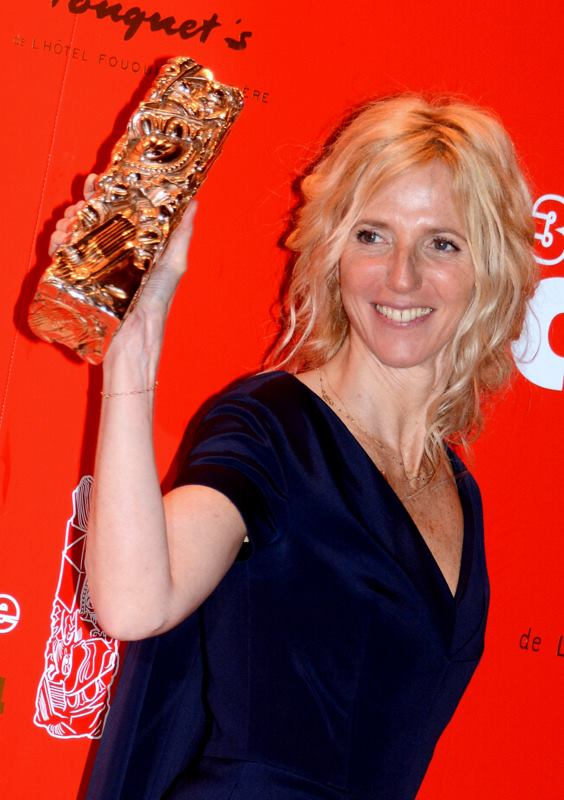
Сандрін Кіберлен на церемонії вручення «Сезара», 2014

| Рік                                     | Категорія                                                                  | Фільм                      | Результат |
| --------------------------------------- | -------------------------------------------------------------------------- | -------------------------- | --------- |
| Премія «Сезар»                          |                                                                            |                            |           |
| 1995                                    | Найперспективніша акторка                                                  | Патріоти                   | Номінація |
| 1996                                    | Найперспективніша акторка                                                  | Мати (чи не мати)          | Перемога  |
| 1997                                    | Найкраща акторка другого плану                                             | Нікому невідомий герой     | Номінація |
| 1998                                    | Найкраща акторка                                                           | Сьоме небо                 | Номінація |
| 1999                                    | Найкраща акторка                                                           | На продаж                  | Номінація |
| 2010                                    | Найкраща акторка                                                           | Мадемуазель Шамбон         | Номінація |
| 2014                                    | Найкраща акторка                                                           | 9 місяців суворого режиму  | Перемога  |
| 2015                                    | Найкраща акторка                                                           | Вона його обожнює          | Номінація |
| 2019                                    | Найкраща акторка                                                           | Опіканець                  | Номінація |
| Приз Ромі Шнайдер                       |                                                                            |                            |           |
| 1995                                    |                                                                            |                            | Перемога  |
| Брюссельський міжнародний кінофестиваль |                                                                            |                            |           |
| 1996                                    | Приз Кришталева зірка найкращій акторці                                    | Мати (чи не мати)          | Перемога  |
| Золота зірка кіно                       |                                                                            |                            |           |
| 1999                                    | Найкраща акторка                                                           | На продаж                  | Перемога  |
| 2001                                    | Найкраща акторка                                                           | Викрадення для Бетті Фішер | Перемога  |
| Чиказький міжнародний кінофестиваль     |                                                                            |                            |           |
| 2001                                    | Срібний Х'юго найкращій акторці (з Ніколь Гарсіа)                          | Викрадення для Бетті Фішер | Перемога  |
| Монреальський кінофестиваль             |                                                                            |                            |           |
| 2001                                    | Найкраща акторка (з Ніколь Гарсіа та Матильдою Сеньє)                      | Викрадення для Бетті Фішер | Перемога  |
| 2001                                    | Приз ФІПРЕССІ разом з Клодом Міллером (режисер) та Ніколь Гарсіа (акторка) | Викрадення для Бетті Фішер | Перемога  |
| Стамбульський міжнародний кінофестиваль |                                                                            |                            |           |
| 2010                                    | Спеціальний приз журі (Міжнародний конкурс)                                | Мадемуазель Шамбон         | Перемога  |
| Премія «Люм'єр»                         |                                                                            |                            |           |
| 2014                                    | Найкраща акторка                                                           | 9 місяців суворого режиму  | Номінація |
| 2015                                    | Найкраща акторка                                                           | Вона його обожнює          | Номінація |
| Кришталевий глобус                      |                                                                            |                            |           |
| 2014                                    | Найкраща акторка                                                           | 9 місяців суворого режиму  | Номінація |
| 2015                                    | Найкраща акторка                                                           | Вона його обожнює          | Номінація |

## Дискографія
- Manquait plus qu'ça (2005)
- Coupés bien net et bien carré (2007)